# 福島敦子
福島 敦子（ふくしま あつこ、1962年1月17日 - ）は、フリーアナウンサー、エッセイスト。
元CBCアナウンサー、NHK契約アナウンサー。
実妹は元TBSアナウンサーの福島弓子で、元メジャーリーガーのイチローは義弟にあたる。

## 来歴・人物
島根県松江市出身。松江市立第三中学校、島根県立松江南高等学校、津田塾大学卒業後、日本航空の社員を経て、1985年にCBCにアナウンサーとして入社。主にニュースなど報道番組を担当。
1988年3月にCBCを退社し、4月よりNHKの契約アナウンサーとなり、NHKニュースTODAY、NHKニュース21のスポーツコーナー司会、サタデースポーツ、サンデースポーツの司会も務める。その後、福島敦子事務所となる。
1993年10月から『情報スペースJ』（TBS）など民放各情報番組の司会を担当した他、近年は、テレビ東京での経済番組「ビジネス維新」や 「ミームの冒険～日本経済のDNAを探る～」などのキャスターや、週刊誌 『サンデー毎日』で「福島敦子のトップに聞く」を担当し、250人に及ぶ企業トップとの連載対談やビジネス情報誌『SHANIMU』でのアントレプレナー対談など、数多くの企業、経営者への取材を精力的に行っている。また、日本航空の機内誌『ウインズ』での連載対談｢福島敦子のいきいきトーク｣も掲載中。
経済の他、コミュニケーション、環境、地域再生、農業など現代社会の問題をテーマにした講演やフォーラムでも活躍。
1997年には、（社）日本ソムリエ協会認定ワインアドバイザーの資格を取得。ワインや食の魅力を伝える活動にも取り組んでいる。
2003年にNHK職員と結婚（夫は福島家の婿養子に入っている）。 
2005年にテレビ東京経済番組担当キャスター。
2006年に日本ソムリエ協会より名誉ソムリエの称号を授与された。2006年には松下電器（現在：パナソニック）の経営アドバイザー（後に退任）、国立大学法人島根大学経営協議会委員に就任。2012年ヒューリック社外取締役。2015年6月にカルビー社外取締役及び名古屋鉄道社外取締役に就任。2017年りそな未来財団理事。2022年キユーピー社外取締役。

## 著書
- 愛が企業を繁栄させる－ビジョナリーな経営者の共通原理（リックテレコム）2008年　ISBN 978-4-89797-805-5
- それでもあきらめない経営（毎日新聞社）2004年　ISBN 4-620-31705-5
- これが美味しい！世界のワイン（幻冬舎）2003年　ISBN 4-344-00346-2
- ききわけの悪い経営者が成功する（毎日新聞社）2002年　ISBN 4-620-31554-0
- 美味の誘惑－世界の味と粋な人との出会い旅（中央公論新社）1999年　ISBN 4-122-03395-0
- 福島敦子の美味の国からの誘惑（世界文化社）1996年　ISBN 4-418-96506-8
- 就職・無職・転職－まだ見ぬ自分を信じて（PHP研究所）1995年　ISBN 4-569-54777-X

## 主な出演番組
NHK契約キャスター時代
| 期間      | 期間      | 番組名           | 役職               |
| --------- | --------- | ---------------- | ------------------ |
| 1988年4月 | 1990年3月 | NHKニュースTODAY | スポーツキャスター |
| 1990年4月 | 1991年3月 | NHKニュース21    | スポーツキャスター |
| 1991年4月 | 1993年3月 | サタデースポーツ | 司会               |
| 1991年4月 | 1993年3月 | サンデースポーツ | 司会               |

フリー転身後
レギュラー番組
| 期間       | 期間      | 番組名                                            | 役職           |
| ---------- | --------- | ------------------------------------------------- | -------------- |
| 1993年10月 | 1995年9月 | 情報スペースJ→スペースJ（TBS）                    | レギュラー出演 |
| 2005年4月  | 2005年9月 | ビジネス維新（テレビ東京）                        | 司会           |
| 2006年5月  | 2007年3月 | ミームの冒険～日本経済のDNAを探る～（テレビ東京） | レギュラー出演 |

その他
- シリーズ直問・直答（テレビ東京)